# Gál László (versenybíró)
Gál László (Vajszló, 1942. december 30. –) nemzetközi versenybíró, versenyszervező és atléta, a magyar atlétika egyik központi alakja. 
Korábban a Magyar Atlétikai Szövetség elnökségi tagja.

## Élete
Vajszlón született egy varrónő és egy malomgépész első gyermekeként, öccse 4 évvel fiatalabb. Általános iskola és gimnázium elvégzése után, 1967-ben a Műszaki Egyetem Gépészmérnöki, majd Ipargazdasági Karán szerzett diplomát, ezután 1968-ban Testnevelési Főiskolán edzői oklevelet. Felesége az egykori atléta Pető Mária, két lánya és négy unokája van.

## Atlétikai pályafutása
Az atlétikai versenybírói tanfolyamot 1962-ben végezte el, ekkor még kezdő versenyző volt. Középfokú edzői oklevelet szerzett 1968-ban a Testnevelési Főiskolán.
Még versenybírói pályafutása elején ismerkedett meg Mindszenti Jánossal, aki később az 1973-as fedett pályás Európa-bajnokságtól kezdve menedzselte, és ettől a ponttól meghatározó személye lett mind életének, mind karrierjének. Később, 1994-ben átvette Mindszenty János korábbi pozícióját, ettől kezdve vezető szerepet töltött be a további országos és nemzetközi bajnokságok szervezésében, többek között az 1998 szabadtéri Európa-bajnokság, a 2004-es fedett pályás világbajnokság, 2010-es veterán Európa-bajnokság, 2014-es veterán fedett pályás világbajnokság szervezésében.
Az 1970-es években a Honvéd atlétikai szakosztály elnökségének volt tagja, 1984 végéig elnöke, később, 1994-től 2005-ig átvette annak igazgatói pozícióját.  Az 1990-es évek környékén beválasztották a Budapesti Atlétikai Szövetség elnökségébe, valamint a Magyar Atlétikai Szövetség elnökségébe is, melynek utóbbinak aktív tagja volt 2010-ig.
Mindeközben egyre nagyobb feladatokat látott el a MASZ versenybírói és a technikai bizottságában, melyeknek két évtizedig helyettes vezetője, valamint vezetője volt, és ahol még 2023-ban is tanácsadói szerepet tölt be.
A magyar atlétika szakembereinek utánpótlásában is jelentős szerepet tölt be oktatói munkájával. Többek között szerepet vállalt a leendő bírók oktatásában és a tananyag összeállításában. Többszörös meghívott előadó a Testnevelési Egyetemen és más felsőoktatási intézményekben.
A mai napig (2023) aktív szerepet vállal a hazai atlétikai versenyek szervezésében.

## Gyorskorcsolyás pályafutása
2001-től a nagypályás gyorskorcsolyázás területén is dolgozik. Többek között a következő versenyek, Európa- és világbajnokságok technikai szervezésében, lebonyolításában segédkezetett:
- a 2004-es és a 2014-es ISU műkorcsolya-Európa-bajnokság
- a 2013-as ISU gyorskorcsolya-világbajnokság
- a 2016-os szorosan egymást követő ISU-versenyek, azaz a junior műkorcsolya-világbajnokság és a szinkronkorcsolya-világbajnokság
- a 2017-es Audi ISU rövidpályás gyorskorcsolya olimpiai kvalifikációs világkupa
- a 2020-as ISU rövidpályás gyorskorcsolya-Európa-bajnokság
- a 2021-es ISU rövidpályás gyorskorcsolya olimpiai kvalifikációs világkupa

## Díjak, kitüntetések
Gál László a következő elismerésekben részesült eddigi munkássága során:
- 2023: MOKSZ-életműdíj[5]
- 2022: Magyar Atlétikai Szövetség Életműdíj[6]
- 2013: IAAF Veterán jelvény[7]
- 2013: 100 éves IAAF Oklevél[7]
- 2007: European Athletics Golden Pin[2]
- 2005: Honvédség Kitüntető Cím arany fokozat[2]
- 2005: XIII. kerületi elismerés kiváló társadalmi munkáért[2]
- 2004: XIII. kerületi elismerés kiváló társadalmi munkáért[2]
- 2004: MASZ-aranyplakett[7]
- 2004: Honvédség Kitüntető Cím ezüst fokozat[2]
- 1998: Magyar Sportért kitüntetés[2]
- 1996: MASZ-ezüstplakett[2]
- 1994: Esterházy Miksa-emlékérem[2]